# 岩井神社 (高山市)
岩井神社（いわいじんじゃ）は、岐阜県高山市岩井町（旧・大野郡大八賀村大字岩井）に鎮座する神社。

## 概要
創建時期は不詳。大野郡大八賀郷岩井村の産土神社であり、かつては「白山権現」「桜森」と呼称していた。
1871年（明治4年）に村社となる。1908年（明治41年）、岩井地区の白山神社（中沢）、天満神社（和田）、若宮八幡神社（和田）、愛宕神社（宮ヶ洞）を合祀。同時に岩井神社に改称する。
1950年（昭和25年）、岐阜県神社庁より銀幣社の指定を受ける。

## 主祭神
- 菊理姫命
- 伊邪那岐命
- 伊邪那美命

## 摂末社祭神
- 菅原道真
- 応神天皇
- 仁徳天皇
- 火之夜芸速男命

## 文化財
- 本殿

一間社流造、熨斗板葺。安永5年（1776年）建築。1965年（昭和40年）7月27日に高山市の文化財に指定される。